# Antoine Simon
Antoine Simon, zvaný Cordonnier (Švec) Simon (21. října 1736 v Troyes – 28. července 1794 v Paříži) byl francouzský revolucionář, který v červenci 1793 dostal za úkol dohlížet na výchovu francouzského korunního prince Ludvíka Karla během jeho věznění v Templu, kde následník trůnu pravděpodobně v červnu 1795 zemřel na tuberkulózu.

## Činnost za revoluce
Simon byl obuvníkem v Paříži (na rue de Cordeliers), členem revolučního klubu kordeliérů a členem revoluční Pařížské komuny. Podle nápadu Pierra Gasparda Chaumetta se měl starat o výchovu Ludvíka Karla Bourbonského v duchu revoluce, což dělal se svou ženou Marie-Jeanne (1745-1819) až do 19. ledna 1794. V té době jeho žena onemocněla a on se ujal veřejných povinností.
Royalističtí autoři později tvrdili, že byl hrubý při dohledu nad korunním princem a pokusil se ho naučit vulgární jazyk a způsoby, ale neexistují žádné důkazy, které by to podporovaly. Zjevně však pomáhal Jacques-René Hébertovi při shromažďování obvinění z krvesmilstva proti jeho matce Marie Antoinettě tím, že vyslýchal chlapce.
Simon byl 28. července 1794 stejně jako další stoupenci Maximiliena Robespierra po thermidorském převratu gilotinován.